# Lista de países da Ásia e do Pacífico por Índice de Desenvolvimento Humano
| 0.901 a 0.950 0.851 a 0.900 0.801 a 0.850 0.751 a 0.800 | 0.701 a 0.750 0.651 a 0.700 0.601 a 0.650 0.551 a 0.600 | 0.501 a 0.550 0.451 a 0.500 Dados indisponíveis |

Países da Ásia-Pacífico pelo Índice de Desenvolvimento Humano de 2019.

Esta é uma lista de países da Ásia e do Pacífico ordenada por Índice de Desenvolvimento Humano (IDH) como incluída no Relatório de Desenvolvimento Humano de 2020 do Programa das Nações Unidas para o Desenvolvimento (PNUD), da Organização das Nações Unidas (ONU), compilado com base em dados de 2019 e publicada no dia 15 de dezembro de 2020.. Cobre sessenta países de ambos os continentes (alguns deles transcontinentais), além de Hong Kong (região administrativa especial da República Popular da China) e da Autoridade Nacional Palestiniana (Estado observador da ONU). Alguns países não são incluídos devido à falta de dados.

## Lista completa dos países
- = aumento;
- = estável;
- = perda;
- Os valores similares do IDH na lista atual não conduzem a relações classificatórias, já que a classificação do IDH é realmente determinada usando valores do IDH ao sexto ponto decimal.
- A revisão do índice foi divulgada em 15 de dezembro de 2020, com dados referentes ao ano de 2019;
- Os números colocados entre parênteses representam a diferença entre as posições relativas aos dados de 2012. Os dados de referência para 2012 são diferentes dos publicados no relatório anterior devido à mudança na forma de cálculo do índice. Assim, os dados publicados anteriormente para 2012 não podem ser diretamente comparados com os dados de 2012 do último relatório. A comparação é feita entre os dados de 2012 e de 2013 constantes no último relatório.[2][1]

| Posição                           | País                              | IDH                               | IDH                                    |
| Posição                           | País                              | Estimativas para 2019             | Mudança na pontuação entre 2018 e 2019 |
| Desenvolvimento humano muito alto | Desenvolvimento humano muito alto | Desenvolvimento humano muito alto | Desenvolvimento humano muito alto      |
| --------------------------------- | --------------------------------- | --------------------------------- | -------------------------------------- |
| 1                                 | Hong Kong                         | 0,949                             | 0,010                                  |
| 2                                 | Austrália                         | 0,944                             | 0,006                                  |
| 3                                 | Singapura                         | 0,938                             | 0,003                                  |
| 4                                 | Nova Zelândia                     | 0,931                             | 0,010                                  |
| 5                                 | Israel                            | 0,919                             | 0,013                                  |
| 5                                 | Japão                             | 0,919                             | 0,004                                  |
| 7                                 | Coreia do Sul                     | 0,916                             | 0,010                                  |
| 8                                 | Emirados Árabes Unidos            | 0,890                             | 0,024                                  |
| 9                                 | Chipre                            | 0,887                             | 0,014                                  |
| 10                                | Arábia Saudita                    | 0,854                             | 0,003                                  |
| 11                                | Bahrein                           | 0,852                             | 0,014                                  |
| 12                                | Catar                             | 0,848                             | Estável                                |
| 13                                | Brunei                            | 0,838                             | 0,007                                  |
| 14                                | Palau                             | 0,826                             | 0,012                                  |
| 15                                | Cazaquistão                       | 0,825                             | 0,008                                  |
| 16                                | Rússia                            | 0,824                             | Estável                                |
| 17                                | Turquia                           | 0,820                             | 0,014                                  |
| 18                                | Omã                               | 0,813                             | 0,021                                  |
| 19                                | Geórgia                           | 0,812                             | 0,026                                  |
| 20                                | Malásia                           | 0,810                             | 0,002                                  |
| 21                                | Kuwait                            | 0,806                             | 0,001                                  |
| Desenvolvimento humano alto       |                                   |                                   |                                        |
| 22                                | Irão                              | 0,783                             | 0,014                                  |
| 23                                | Sri Lanka                         | 0,782                             | 0,002                                  |
| 24                                | Tailândia                         | 0,777                             | 0,012                                  |
| 25                                | Armênia                           | 0,776                             | 0,016                                  |
| 26                                | República Popular da China        | 0,761                             | 0,002                                  |
| 27                                | Azerbaijão                        | 0,756                             | 0,002                                  |
| 28                                | Líbano                            | 0,744                             | 0,014                                  |
| 29                                | Fiji                              | 0,743                             | 0,019                                  |
| 30                                | Maldivas                          | 0,740                             | 0,011                                  |
| 31                                | Mongólia                          | 0,737                             | 0,002                                  |

| Posição                      | País                        | IDH                         | IDH                                    |
| Posição                      | País                        | Estimativas para 2019       | Mudança na pontuação entre 2018 e 2019 |
| Desenvolvimento humano alto  | Desenvolvimento humano alto | Desenvolvimento humano alto | Desenvolvimento humano alto            |
| ---------------------------- | --------------------------- | --------------------------- | -------------------------------------- |
| 32                           | Jordânia                    | 0,729                       | 0,006                                  |
| 33                           | Tonga                       | 0,725                       | 0,008                                  |
| 34                           | Uzbequistão                 | 0,720                       | 0,010                                  |
| 35                           | Indonésia                   | 0,718                       | 0,011                                  |
| 35                           | Filipinas                   | 0,718                       | 0,006                                  |
| 37                           | Samoa                       | 0,715                       | 0,002                                  |
| 37                           | Turquemenistão              | 0,715                       | 0,005                                  |
| 39                           | Palestina                   | 0,708                       | Estável                                |
| 40                           | Egito                       | 0,707                       | 0.007                                  |
| 41                           | Ilhas Marshall              | 0,705                       | 0,007                                  |
| 42                           | Vietname                    | 0,703                       | 0,010                                  |
| Desenvolvimento humano médio |                             |                             |                                        |
| 43                           | Quirguistão                 | 0,697                       | 0,023                                  |
| 44                           | Iraque                      | 0,674                       | 0,015                                  |
| 45                           | Tajiquistão                 | 0,668                       | 0,012                                  |
| 46                           | Butão                       | 0,654                       | 0,037                                  |
| 47                           | Índia                       | 0,645                       | 0,002                                  |
| 48                           | Bangladesh                  | 0,632                       | 0,018                                  |
| 49                           | Kiribati                    | 0,630                       | 0,007                                  |
| 50                           | Micronésia                  | 0,620                       | 0,006                                  |
| 51                           | Laos                        | 0,613                       | 0,009                                  |
| 52                           | Vanuatu                     | 0,609                       | 0,012                                  |
| 53                           | Timor-Leste                 | 0,606                       | 0,020                                  |
| 54                           | Nepal                       | 0,602                       | 0,023                                  |
| 55                           | Camboja                     | 0,594                       | 0,013                                  |
| 56                           | Myanmar                     | 0,583                       | 0,001                                  |
| 57                           | Ilhas Salomão               | 0,567                       | 0,010                                  |
| 57                           | Síria                       | 0,567                       | 0,018                                  |
| 59                           | Paquistão                   | 0,557                       | 0,003                                  |
| 60                           | Papua Nova-Guiné            | 0,555                       | 0,012                                  |
| Desenvolvimento humano baixo |                             |                             |                                        |
| 61                           | Afeganistão                 | 0,511                       | 0,015                                  |
| 62                           | Iêmen                       | 0,470                       | 0,007                                  |

## Países que não constaram no último relatório
| Ano                               | Ano                               | País                              | IDH                               | Posição                           | Fonte                             |
| Publicação                        | Data                              | País                              | IDH                               | Posição                           | Fonte                             |
| Desenvolvimento humano muito alto | Desenvolvimento humano muito alto | Desenvolvimento humano muito alto | Desenvolvimento humano muito alto | Desenvolvimento humano muito alto | Desenvolvimento humano muito alto |
| --------------------------------- | --------------------------------- | --------------------------------- | --------------------------------- | --------------------------------- | --------------------------------- |
| 2019                              | 2017                              | Macau                             | 0,914                             | 20                                | [ 3 ] [ Nota 7 ]                  |
| 2019                              | 2018                              | Taiwan                            | 0,911                             | 22                                | [ 4 ] [ Nota 8 ]                  |
| Desenvolvimento humano médio      |                                   |                                   |                                   |                                   |                                   |
| 2015                              | 2013                              | Nauru                             | 0,652                             | 159                               | [ 5 ]                             |
| 2015                              | 2013                              | Coreia do Norte                   | 0,595                             | 177                               | [ 5 ]                             |
| 2015                              | 2013                              | Tuvalu                            | 0,590                             | 178                               | [ 5 ]                             |